# Mieczysław Wajnberg: String Quartets nos. 8, 9 & 10
Mieczysław Wajnberg: String Quartets nos. 8, 9 & 10 albo Mieczysław Wajnberg vol. 2 – album Kwartetu Śląskiego z kwartetami skrzypcowymi Mieczysława Wajnberga, wydany 19 stycznia 2018 przez CD Accord (nr kat. ACD 241-2). Nominacja do Fryderyka 2019 w kategorii «Album Roku Muzyka Kameralna».

## Lista utworów
- 1. String Quartet No. 8 Op. 66 (1959) 15:23
- String Quartet No. 9 Op. 80 (1963)
  - 2. Allegro 6:10
  - 3. Allegretto 5:05
  - 4. Andante 9:53
  - 5. Allegro moderato 6:33
- String Quartet No. 10 Op. 85 (1965)
  - 6. Adagio 7:10
  - 7. Allegro 5:08
  - 8. Adagio 2:48
  - 9. Allegretto 7:45